# Monumento ai Mille (Genova)

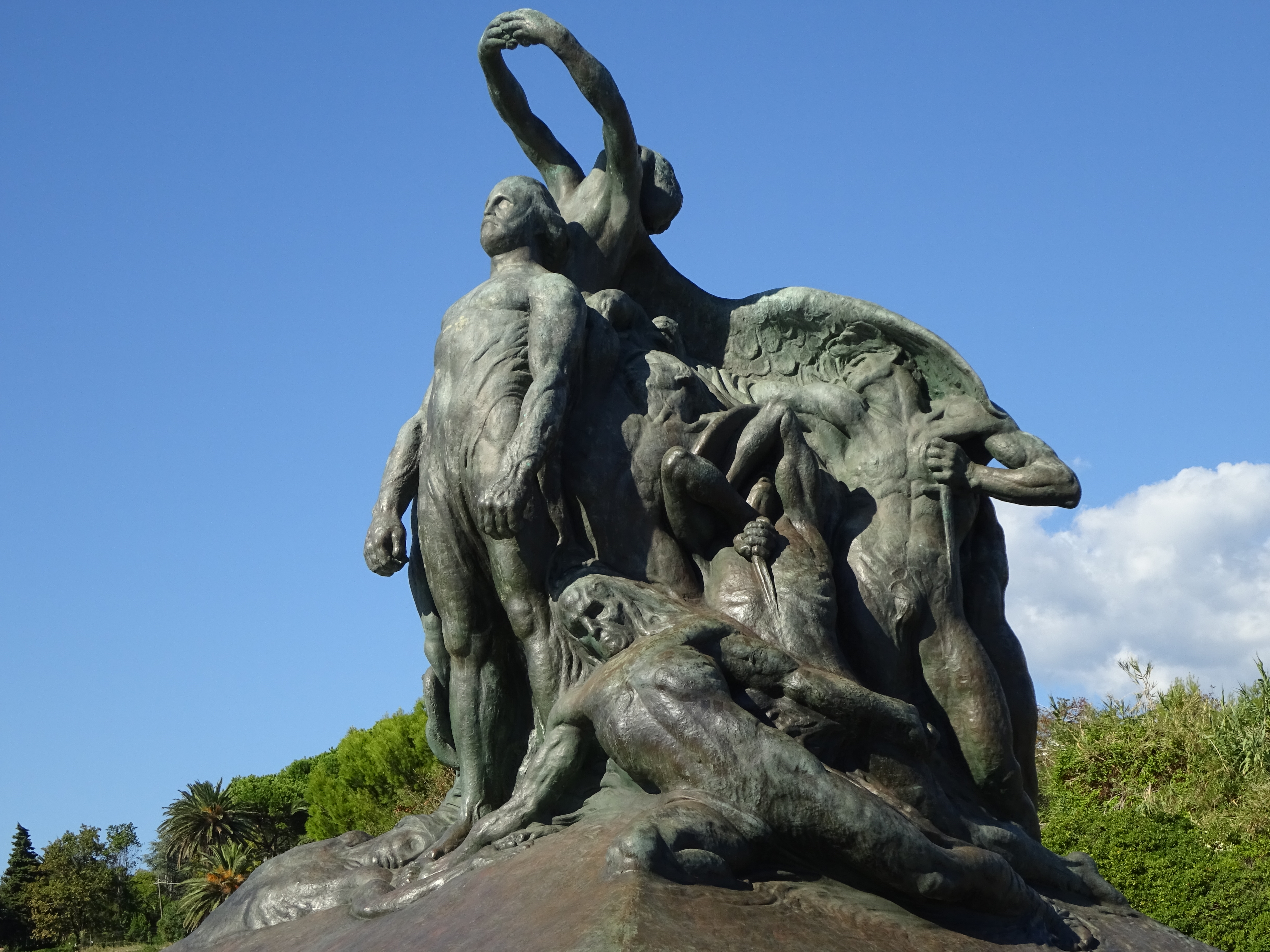
Il monumento

Il Monumento ai Mille di Genova è un gruppo scultoreo in bronzo realizzato dallo scultore genovese Eugenio Baroni (1880-1935) dedicato alla spedizione dei Mille di Garibaldi. Inaugurato il 5 maggio 1915, è situato a Quarto dei Mille, a pochi metri dallo scoglio da cui nel 1860 salpò la spedizione di Garibaldi.

## Descrizione
Il monumento è composto da un gruppo scultoreo in bronzo che poggia su un basamento di pietra serpentina proveniente dalle cave di Cogoleto.
Nell'ideare l'opera Baroni si ispirò ai versi iniziali dell'Inno di Garibaldi scritto nel 1858 dal poeta Luigi Mercantini: «Si scopron le tombe, si levano i morti, I martiri nostri son tutti risorti».
Il gruppo scultoreo raffigura infatti un gruppo di uomini nudi, addossati gli uni agli altri, che sembrano come uscire dal terreno. Essi sono capeggiati dalla figura di Garibaldi, in piedi e intento a scrutare l'orizzonte. Il gruppo di uomini è sovrastato da una figura femminile alata raffigurante la Vittoria, con le braccia arcuate a rappresentare una corona sopra la testa di Garibaldi.
Per le fattezze di Garibaldi Baroni si ispirò all'attore genovese Bartolomeo Pagano, celebre per aver interpretato il personaggio di Maciste nel film Cabiria.

## Storia

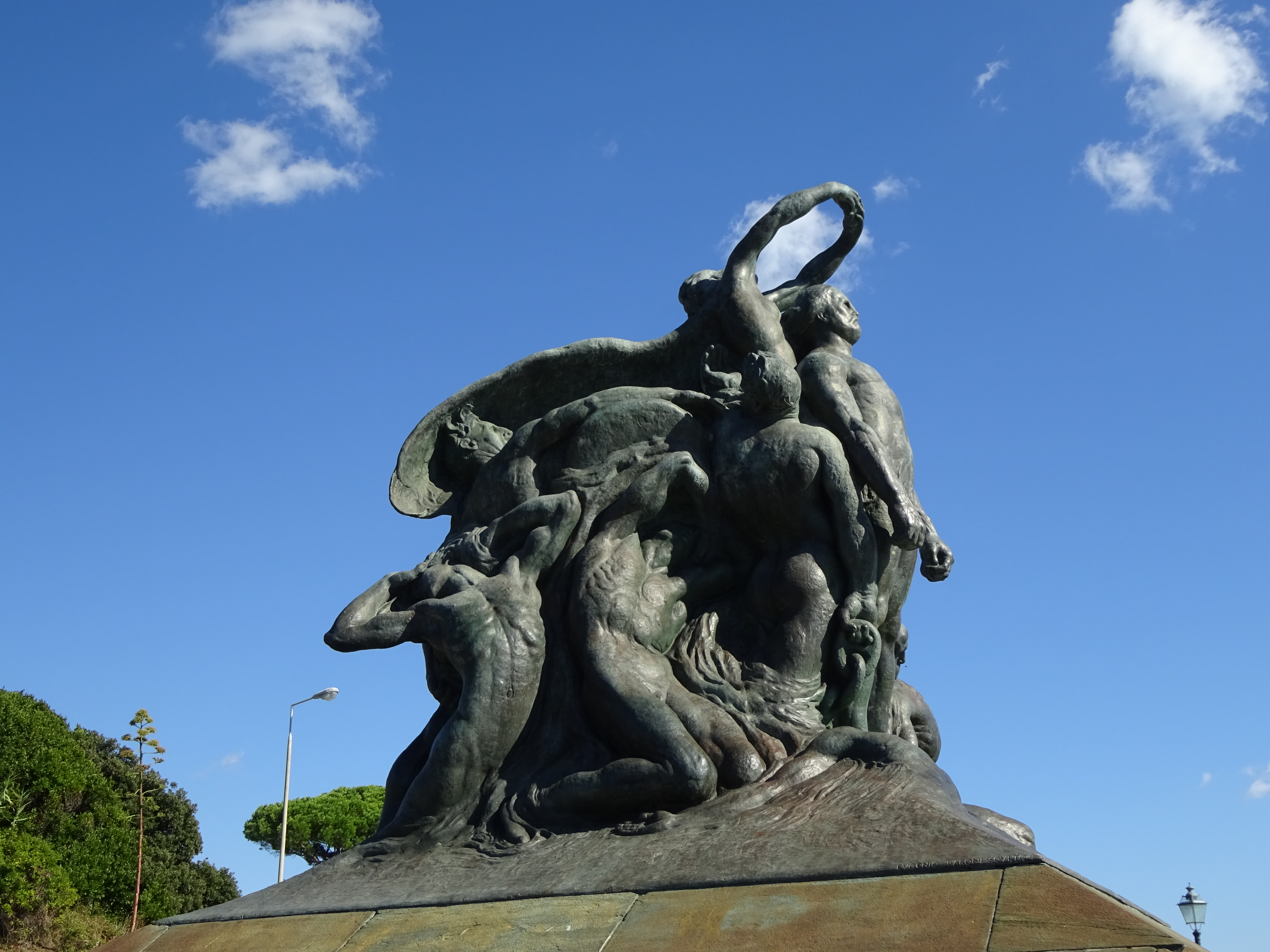
Il lato ovest del monumento

### Il concorso
Il 5 giugno 1882 il consiglio comunale di Genova decise di onorare Garibaldi e la spedizione dei Mille intitolando al patriota la strada al tempo conosciuta come via Nuova e stabilendo la costruzione di un monumento in piazza de Ferrari (la statua equestre realizzata nel 1893 da Augusto Rivalta) e di un monumento nei pressi dello scoglio di Quarto dei Mille da cui era salpata la spedizione garibaldina.
Un primo bando di concorso per la realizzazione di un monumento venne preparato nel 1884, ma i lavori furono interrotti fino al 1906 quando, con la legge 494 del 22 luglio 1906, il Parlamento di Roma stanziò la somma di 50.000 lire da versare al Comune di Genova per la realizzazione del monumento.
Nel frattempo il 12 aprile dello stesso anno era stata indetta una sottoscrizione nazionale tramite la quale erano state raccolte altre 43.438,77 lire, donate da comuni, associazioni e privati cittadini di tutta Italia.
All'inizio di maggio 1907, con a disposizione la ragguardevole somma di 100.612,7 lire, il Comune di Genova iniziò a compilare lo schema del nuovo concorso per la realizzazione del monumento, che avrebbe dovuto essere composto da una colonna di granito sardo sulla quale poggiassero una Vittoria indicante la Sicilia e il Genio d'Italia. Un anno più tardi però non era stata ancora stabilita l'esatta posizione del monumento in quanto non si voleva intaccare lo scoglio vero e proprio, considerato già di per sé un monumento.

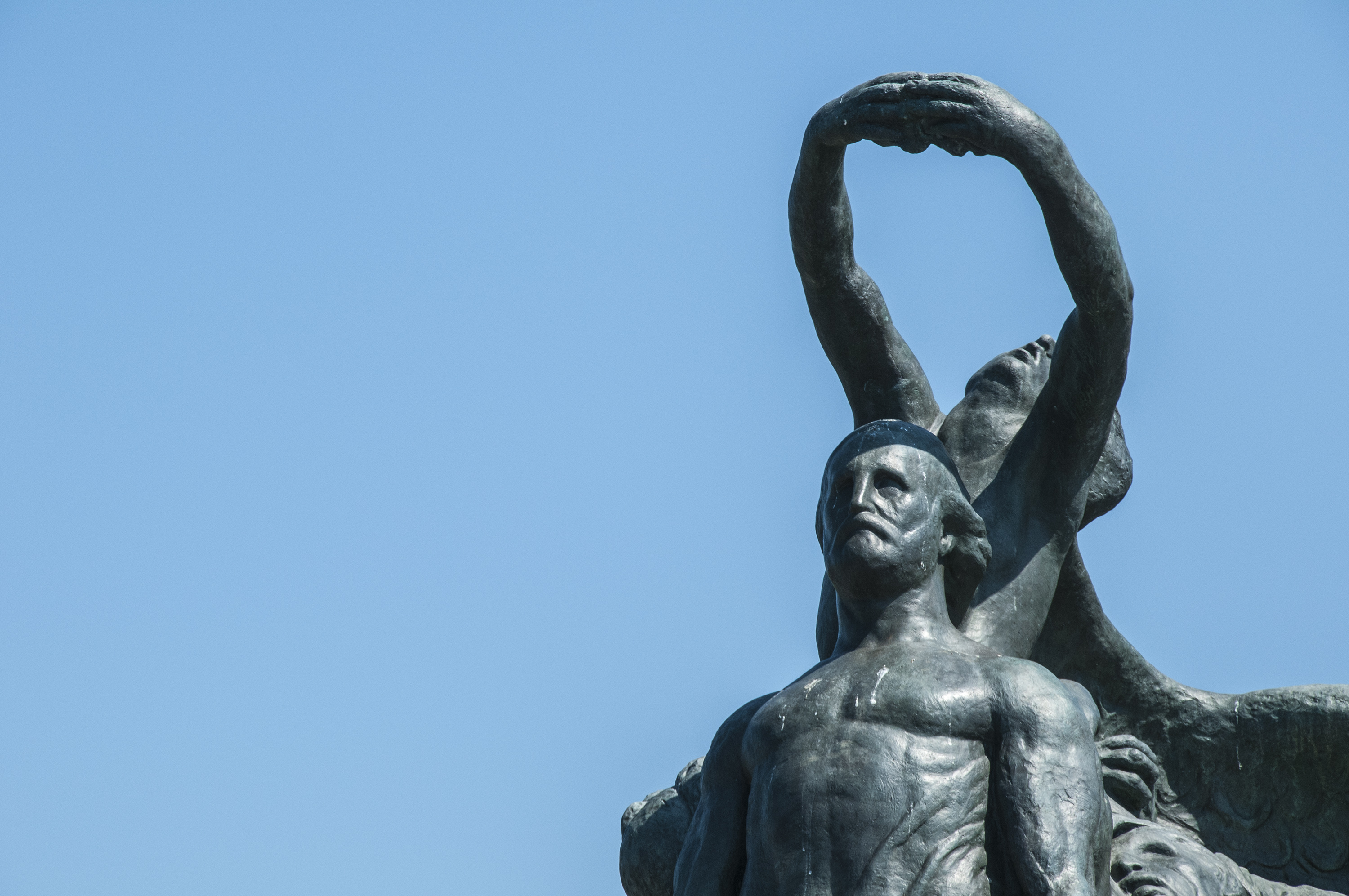
Dettaglio del monumento

Il 29 aprile 1909 la giunta comunale di Genova deliberò di bandire un nuovo concorso per erigere il monumento sul promontorio immediatamente a levante dell'insenatura dello scoglio. Tale monumento, con un costo massimo di 100.000 lire, sarebbe dovuto "consistere in una statua della Vittoria in bronzo dorato sorretta da una colonna o altro grandioso basamento in cui dovrannotrovare posto i nomi ed il luogo di nascita dei Mille” e i partecipanti avrebbero avuto sei mesi di tempo per presentare i loro bozzetti. Il primo dicembre 1909 venne infine bandito il concorso, dal regolamento del quale era stato però eliminato l'obbligo di raffigurare la Vittoria e di comprendere i nomi dei Mille, lasciando agli artisti una maggiore libertà sulla scelta del soggetto.
Il 10 aprile 1910, al termine dei tempi stabiliti, erano stati presentati complessivamente 54 progetti, tutti ammessi al concorso. Tra i bozzetti selezionati figurava anche quello dello scultore spezzino Angiolo Del Santo. Il 30 aprile la giuria decretò vincitore il progetto di Eugenio Baroni e assegnò inoltre un premio di 2.000 lire ad Alberto Dressler e Giovanni Chini come progetto secondo classificato ed un premio di 1.000 lire ai progetti di Ezio Ceccarelli, Guido Bianconi e Arnaldo Fazzi.

### L'inaugurazione

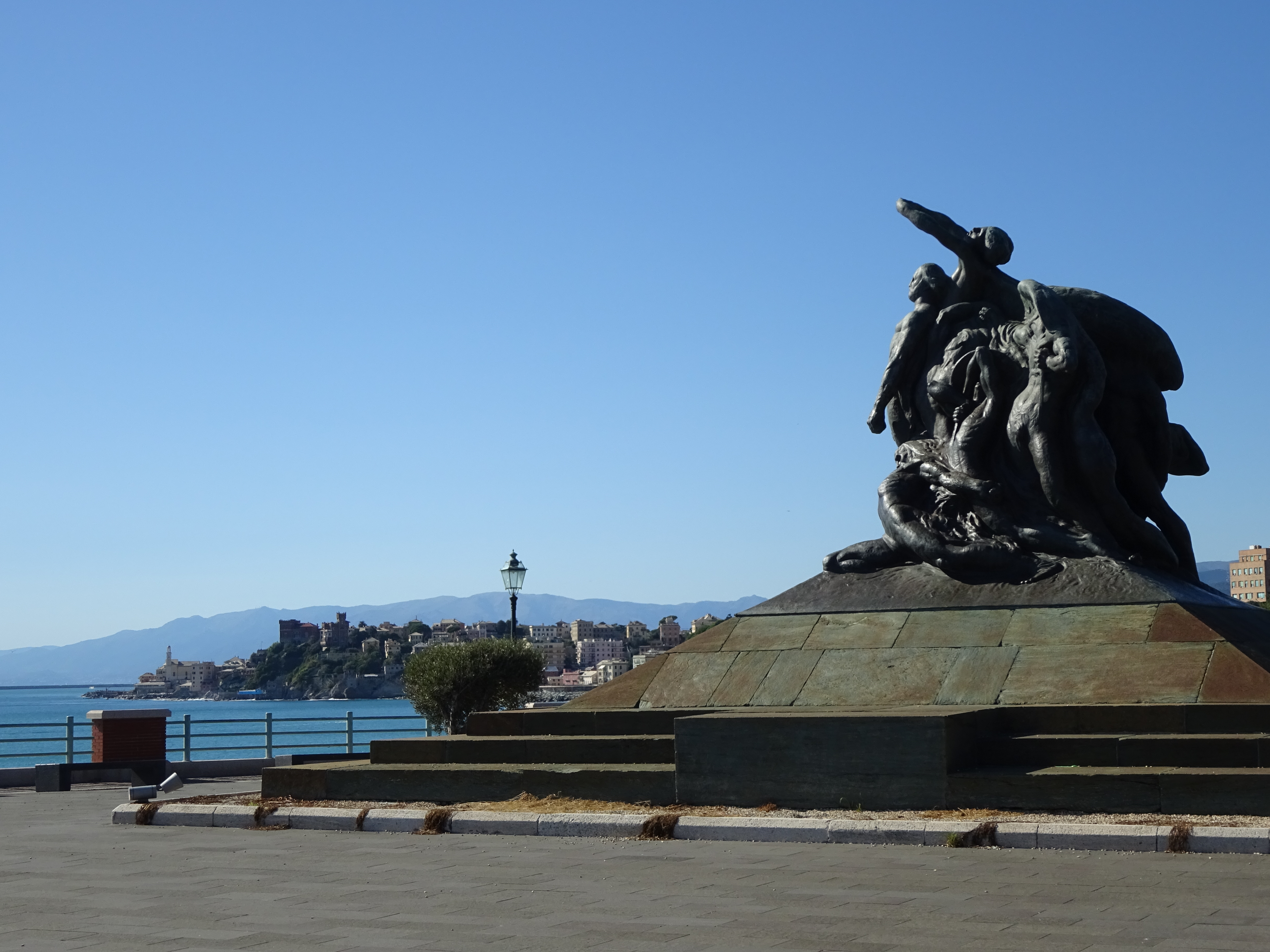
Il piazzale ed il monumento con il basamento in pietra serpentina visti verso ovest.

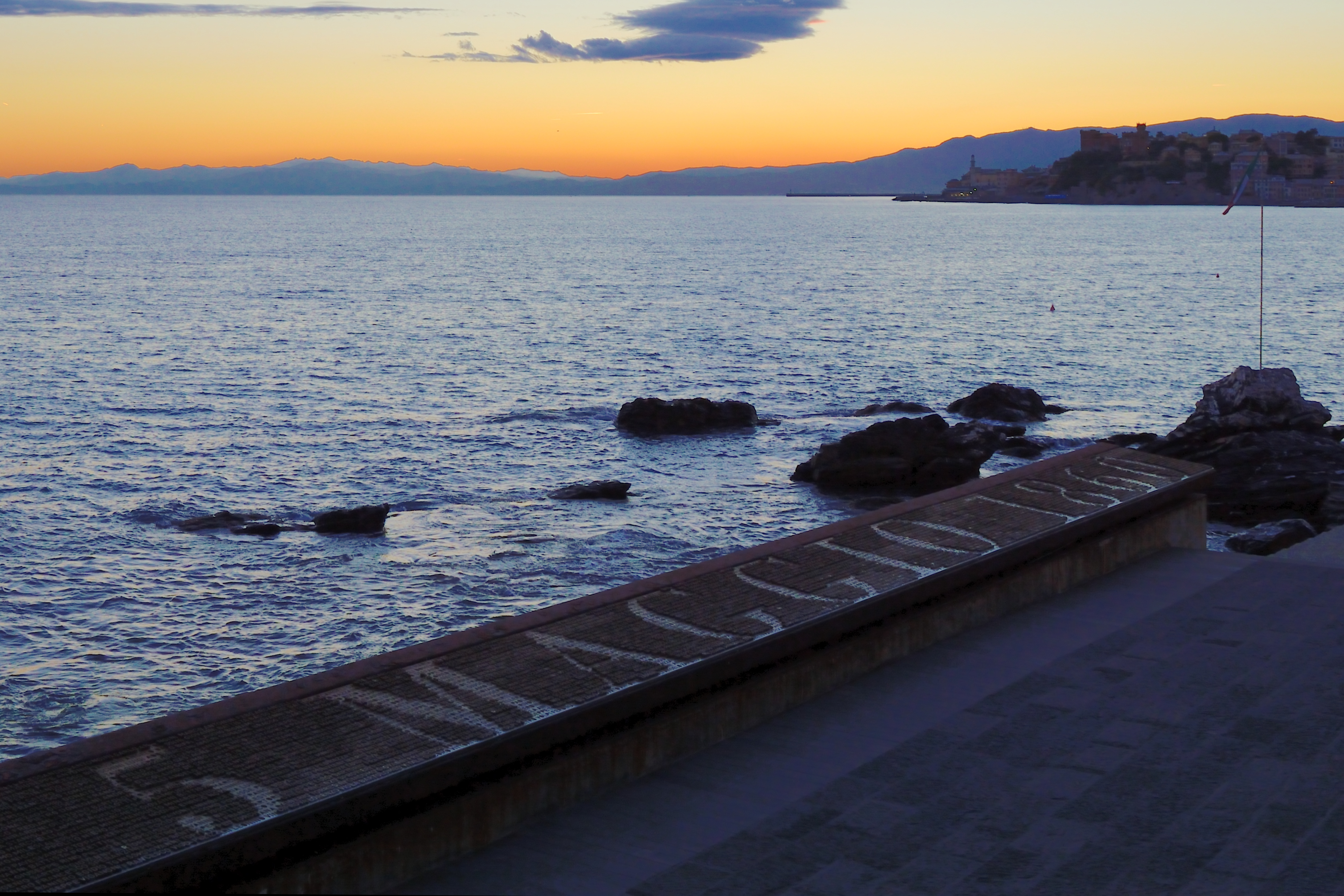
La lastra in acciaio recante i nomi dei partecipanti alla spedizione

Il 30 marzo 1911 Baroni stipulò una convenzione con il Comune di Genova per la realizzazione del monumento, previsto in marmo bianco di Carrara poggiato su un basamento di pietra dura di colore chiaro. Nel frattempo il Municipio avrebbe dovuto provvedere alla sistemazione dell'area con la realizzazione di un piazzale.
Baroni ricevette subito la prima rata di 25.000 lire del premio del concorso, mentre avrebbe ricevuto altre 50.000 lire una volta ultimato il lavoro e le ultime 25.000 dopo il collaudo dell'opera.
Nel 1914 il Comune di Genova approvò la richiesta di realizzare il monumento in bronzo anziché in marmo e nel novembre dello stesso anno Baroni incaricò la fonderia Pasquali di Pistoia di eseguire il getto.
L'inaugurazione del monumento fu fissata per il 5 maggio 1915 e accompagnata da festeggiamenti che prevedevano bande musicali e cortei in vari quartieri cittadini, la stampa di manifesti e cartoline celebrative e l'inaugurazione all'ultimo piano di Palazzo Bianco di un museo dedicato al Risorgimento.
Grande protagonista della cerimonia di inaugurazione fu Gabriele D'Annunzio, invitato in qualità di oratore da Orlando Grosso, allora direttore dell'Ufficio Belle Arti del Comune di Genova, e dallo stesso Baroni grazie al tramite di Ettore Cozzani, che oltre a presentare l'opera di Baroni pronunciò un appassionato discorso sulla necessità per l'Italia di entrare in guerra. Il manoscritto originale del discorso di D'Annunzio, così come il primo bozzetto in gesso realizzato da Eugenio Baroni e il manifesto realizzato dal pittore livornese Plinio Nomellini per l'inaugurazione del monumento, sono conservati a Genova nel Museo del Risorgimento, che dal 1934 ha sede in quella che fu la casa natale di Giuseppe Mazzini.
Il 14 maggio 1916 il monumento fu infine collaudato e giudicato eseguito a regola d'arte e Eugenio Baroni, che nel frattempo era partito come volontario per il fronte, poté ricevere l'ultima parte del suo compenso.

### Il centenario
Il 5 maggio 1960 fu apposta una targa da parte dei sindaci dei comuni delle quattro province della Liguria riaffermante "la fede della loro terra nella indistruttibile realtà della patria".

### Il restauro per i 150 anni della dell'Unità d'Italia
Nel 2010, in vista delle celebrazioni per il 150º anniversario dell'Unità d'Italia, ha avuto luogo un intervento di restauro della scultura di Baroni. Il restauro è stato realizzato dall'Istituto Centrale per il Restauro (ICR) con la guida di Ines Maria Marcelli e Marica Mercalli, nell'ambito di una collaborazione tra L'ICR, l'Istituto di scienze marine (Ismar) del Cnr, la Soprintendenza PSAE della Liguria e il Comune di Genova. Il piazzale intorno al monumento è stato trasformato in area pedonale ed è stato realizzato un nuovo memoriale, situato su una terrazza verso il mare sul lato sud del piazzale, costituito da una lastra in acciaio lunga trenta metri che riporta i nomi di tutti i partecipanti alla spedizione dei Mille.